# Искусственная мембрана
Искусственная мембрана обычно представляет собой жесткую селективно-проницаемую перегородку, разделяющую массообменный аппарат на две рабочие зоны, в которых поддерживаются различные давления и составы разделяемой смеси.
Мембраны могут быть выполнены в виде плоских листов, труб, капилляров и полых волокон. Мембраны выстраиваются в мембранные системы. Наиболее распространенные искусственные мембраны — полимерные электролитические мембраны. При определённых условиях, преимущественно могут быть использованы керамические мембраны.
Некоторые мембраны работают в широком диапазоне мембранных операций, таких, как микрофильтрация, ультрафильтрация, обратный осмос, первапорация, сепарация газа, диализ или хроматография. Способ применения зависит от типа функциональности включеной в мембрану, которые могут быть основаны на изоляции по размеру, химическом родстве или электростатике.

## Использование
Мембраны наиболее часто используются для очистки воды, удаления микроорганизмов из молочных продуктов, опреснения воды, дегидратирования природного газа, гемодиализа или в качестве компонентов топливных элементов.